# فلابا عيسى تراوري
فلابا عيسى تراوري (وُلد في آب/أغسطس عام 1930 وتُوفيّ في نفس الشهر من عام 2003) كان كاتبًا وممثلًا كوميديًا وكاتبًا ومخرجًا مسرحيًا عدى عن كونهِ مخرج أفلامٍ ومخرج مسرحيات مالي.

## الحياة المُبكّرة
وُلد تراوري في بوغوني بمالي وبدأ شغفهُ بعالم السينما في سنٍّ مبكّرةٍ حيثُ أدار وهو مراهقٌ فرقة مسرحية للهواة قبل أن يتولى إدارة فرقة باماكو الإقليمية بين عامي 1962 و 1968. قام بتأسيس وإدارة فرقة يانكادي للفنون الشعبية والفنون الدرامية في الفترة الممتدة من عام 1969 حتى 1973.

## المسيرة المهنيّة
سافرَ تراوري عام 1973 إلى ألمانيا لدراسة الإخراج السينمائي. عند عودته إلى مالي عام 1976، أدار قسم السينما في وزارة الرياضة والفنون والثقافة. شاركَ تراوري في تلك الفترة في أدوارا بارزة في عدّة أفلام على غِرار فيلم في بانَّا (بالفرنسية: A Banna)‏ للشيخ عمر سيسوكو وأعمال أخرى. انتقل عيسى تراوري إلى عالم الإخراج حيث أخرج فيلمه الأول أول بصيصِ أملٍ (العنوان الأصلي: Juguifolo) عام 1979 ثمّ أتبعهُ بفيلم بامونان عام 1990. اقتحمَ فلابا عيسى تراوري عالم موسيقى الأوبرا فألّف ملحمة الماندينغو (بالفرنسية: Soundiata ou l'épopée mandingue)‏ وكذا ملحمة بامبارا (بالفرنسية: Dah Monzon ou l'épopée Bambara)‏. فاز تراوري عام 1972 بجائزة الشعر الفرانكفوني في أفريقيا (بالفرنسية: Afrique de Poésie de la Francophonie)‏ وتُوفيَّ في العاصمة المغربيّة الرباط في الثامن من آب/أغسطس 2003.

## قائمة أعماله
| السنة | العنوان              | العنوان الأصلي   | المرجع |
| ----- | -------------------- | ---------------- | ------ |
| 1979  | أول بصيصِ أملٍ         | Juguifolo        | [ 10 ] |
| 1980  | كلنا مذنبون          | Anbé no don      | [ 11 ] |
| 1980  | مبارزةٌ على المنحدرات | Kiri Kara Watita | [ 12 ] |
| 1990  | بامونان              | Bamunan          | [ 13 ] |

## رابط خارجية
فلابا عيسى تراوري في قاعدة بيانات الأفلام على الإنترنت